# Стена любви
Стена любви (фр. Le mur des je t'aime, англ. The I Love You Wall) — стена размером 40 квадратных метров в сквере Жана Риктюса на Монмартре, Париж, Франция.
Стена была создана в 2000 году каллиграфом Федериком Бароном и художником Клэром Кито и состоит из 612 плиток эмалированной лавы, на которых написана фраза «Я люблю тебя» 311 раз на 250 языках. Размер каждой плитки 21,0 × 29,7 см. Красные брызги на стене символизируют части разбитого сердца. Открытие состоялось 15 октября 2000 года.
Стена бесплатна для посещений.